# Kongens Kunstkammer
Kongens Kunstkammer eller Det kongelige Kunstkammer blev grundlagt omkring 1650 af Frederik III som "Det kongelige danske Kunstkammer". Sådanne samlinger var på mode blandt fyrster på den tid, og kongen kan være blevet inspireret gennem udlandsophold og besøg hos sin fætter, hertugen på Gottorp Slot.
I kunstkammeret opbevarede man bl.a. udstoppede dyr og andre naturhistoriske genstande. Der var værdifulde genstande fra alle dele af verden af guld, sølv og elfenben, våben, malerier, mekaniske opfindelser og modeller af forskellige bygningsværker og skibe. Genstandene blev enten købt eller kom i form af gaver fra andre fyrster og konger.
Fra begyndelsen blev samlingen opbevaret på Københavns Slot, og en inventarliste fra 1674 viser, hvordan samlingen var delt op i forskellige kamre:
- Det første Gemak – med naturalier
- Det andet Gemak – med kunstgenstande og malerier
- Gewehr-Gemakket – med antikviteter og våben
- Schilderi-Gemakket – med malerier
- Mathematische Kammer – med videnskabelige instrumenter og ure
- Det Ost-Indiske Cammers – med etnografika
- Medallie-Cabinettet – med mønter og medaljer
- Forstuen med etnografiske malerier
- Model-Kammeret

Der gik ikke lang tid, før pladsen blev for trang på slottet, og i 1665 lagde man grundstenen til en 3-etages bygning i italiensk barokstil lige vest for Københavns Slot. Bygmester var Albertus Mathiesen. Stueetagen skulle indeholde tøjhus for feltartilleriet, førstesalen Det Kongelige Bibliotek og andensalen kunstkammeret. Tingene overflyttes formentlig i perioden 1670-80. Bygningen findes stadig og benyttes i dag af Rigsarkivet. Overflytningen til den nye bygning betød også at alle nu, mod betaling, kunne bestille en omvisning hos kunstkammerforvalteren. Dette embede blev samtidig oprettet 1680. Kongen havde sin egen løngang til kunstkammeret og i forbindelse med bygningen af Det første Christiansborg opførte man i 1740-43 en løngang direkte fra slottet til kunstkammerbygningens vestlige del, som stadig findes i dag.
Da Danmark under Den Store Nordiske Krig erobrede Gottorp Slot i 1713, tilfaldt hertugens samlinger kongen. Kunstkammer og bibliotek blev forseglet i 1725, og i 1742 blev der givet ordre til, at samlingerne skulle gennemgås og registreres. Efter dette arbejde blev de overført til København, og størstedelen blev overgivet til kunstkammeret.
Kunstkammeret blev opløst i 1825 og samlingerne overført til de nyoprettede specialmuseer. Dette var et opgør med renæssancens idé om altfavnende samlinger til fordel for en moderne anskuelse af verden opdelt i forskellige videnskaber. Mange af de forskellige museer der overtog de kultur-, kunst- og naturhistoriske samlinger, danner i dag grundstammen i flere af de store museer, som for eksempel Nationalmuseet, De Danske Kongers Kronologiske Samling, Statens Museum for Kunst, Det Nationalhistoriske Museum på Frederiksborg Slot og Zoologisk Museum.

## Kongelige kunstkammerforvaltere
- Ca. 1668: Karel van Mander III
- 1680-1690: Bendix Grodtschilling den ældre
- 1690-1707: Bendix Grodtschilling den yngre
- 1707-1737: Bendix Grodtschilling den yngste
- 1737-1765: Johann Salomon Wahl
- 1765-1771: Gerhard Morell
- 1771-1807: Lorenz Spengler
- 1807-1825: Johan Conrad Spengler (dernæst overgået til direktør for Den Kongelige Malerisamling)